# 亡國神盾艦
《亡國神盾艦》（日文原名：亡国のイージス）是1999年講談社出版的日本小說作品，作者是福井晴敏，曾改編成電影、漫畫等形式。

## 劇情概要
日本海上自衛隊的神盾艦「磯風號」（いそかぜ）艦長宮津弘隆（電影中改成副艦長）與東京灣進行訓練的某國特務人員共謀，將艦上的導彈瞄準東京以威脅日本政府，且導彈內含毀滅性極強的特殊武器。防衛廳情報局長渥美大輔欲解決此事，卻因為「磯風號」的防空系統而束手無策。在此時，對軍艦瞭若指掌的資深士官長仙石恒史和士兵如月行決定自己奪回船艦並阻止飛彈發射。

## 登場人物
仙石恒史（真田廣之飾）
「磯風號」先任警衛海曹（海軍士官長）。
宮津弘隆（寺尾聰飾）
海上自衛隊飛彈護衛艦「磯風號」艦長（電影中改成副艦長），二等海佐（海軍中校）。
如月行（勝地涼飾）
「磯風號」第一分隊砲雷科一等海士（海軍一等兵） 。真正身分為防衛廳情報局特務。
田所祐作（齊藤陽一郎飾）
「磯風號」第一分隊砲雷科海士長（海軍上等兵）。
菊政克美（森岡龍飾）
「磯風號」第一分隊砲雷科二等海士（海軍二等兵）。
竹中勇（吉田榮作飾）
「磯風號」副長兼船務長（電影中僅是船務長），三等海佐（海軍少校）。
杉浦丈司（豐原功補飾）
「磯風號」砲雷長、一等海尉（海軍上尉）（電影中是三等海佐）。
風間雄大（谷原章介飾）
「磯風號」砲雷科水雷士、三等海尉（海軍少尉）。
衣笠秀明（橋爪淳飾演）
第65護衛隊指揮官、一等海佐（海軍上校）（電影中改為「磯風號」艦長）。
阿久津徹男（矢島健一飾）
「浦風號」艦長，二等海佐。
渥美大輔（佐藤浩市飾）
防衛廳情報局（作品中簡稱「DAIS」）內務本部長。
宗像良昭（真木藏人飾演）
崔静姬（蔡敏瑞飾）
北朝鮮特務人員。
山崎謙二/Don Chol（安藤政信飾）
特務人員。表面上是海上訓練指導隊所屬二等海尉（海軍中尉）。
梶本幸一郎（原田芳雄飾）
日本首相、自衛隊最高指揮監督者。
溝口哲也/Ho Yonfa（中井貴一飾）
海上訓練指導隊群訓練科長、三等海佐（海軍少校）。真正身份是朝鮮對日特務人員（電影中只說是某國特務、指導教官）。

## 電影版本
日本：2005年7月30日上映、票房收入21億日圓。
台灣：2005年11月26日上映。

### 製作人員
- 監督：阪本順治
- 劇本：長谷川康夫
- 音樂：TREVOR JONES
- 配給：角川先驅映畫、松竹
- 上映時間：127分鐘

## 外部連結
- 「亡國神盾艦」官方網站（日語）